# Nops finisfurvus
Espèce
Nops finisfurvus est une espèce d'araignées aranéomorphes de la famille des Caponiidae.

## Distribution
Cette espèce est endémique du banc de Porto Rico. Elle se rencontre aux îles Vierges britanniques et sur Culebra.

## Description
Le mâle holotype mesure 7,40 mm et la femelle paratype 8,10 mm.

## Publication originale
- Sánchez-Ruiz, Brescovit & Alayón, 2015 : Four new caponiids species (Araneae, Caponiidae) from the West Indies and redescription of Nops blandus (Bryant). Zootaxa, no 3972(1), p. 43-64.